# Roppongi Vice
Palmarès
3 fois champion par équipes poids-lourds junior International Wrestling Grand Prix
Roppongi Vice est une équipe de catch composée de Baretta et Rocky Romero. Le duo travaille pour la New Japan Pro Wrestling et la Ring of Honor.

## Carrière

### New Japan Pro Wrestling (2015-2017)
Lors d'Invasion Attack 2015, ils battent The Young Bucks et remportent les IWGP Junior Heavyweight Tag Team Championship. Lors de Wrestling Dontaku 2015, ils perdent les titres contre The Young Bucks dans un Three Way Tag Team match qui comprenaient également reDRagon (Kyle O'Reilly & Bobby Fish). Lors d'Invasion Attack 2016, ils battent Matt Sydal et Ricochet et remportent les IWGP Junior Heavyweight Tag Team Championship pour la deuxième fois. Lors de Wrestling Dontaku 2016, ils perdent les titres contre Matt Sydal et Ricochet. Lors de Destruction In Hiroshima, ils perdent contre Guerrillas of Destiny (Tama Tonga et Tanga Roa). Ils participent ensuite au Super Jr. Tag Tournament 2016, où ils battent Ángel de Oro et Titan lors du premier tour, Fuego et Ryusuke Taguchi lors du second tour, et ACH et Taiji Ishimori en finale pour remporter le tournoi lors de Power Struggle (2016). Lors de Wrestle Kingdom 11, ils battent The Young Bucks et remportent les IWGP Junior Heavyweight Tag Team Championship pour la troisième fois. Lors de The New Beginning in Sapporo, ils conservent leur titres contre Suzuki-gun (Taichi et Taka Michinoku). Lors de NJPW 45th anniversary show, ils perdent les titres contre Suzuki-gun (Taichi et Yoshinobu Kanemaru). Le 27 avril, ils battent Suzuki-gun (Taichi et Yoshinobu Kanemaru) et remportent les IWGP Junior Heavyweight Tag Team Championship pour la quatrième fois.

### Ring of Honor (2015-2017)
Le 13 mars, ils battent The Decade pour leurs débuts en équipe et obtiennent un match de championnat pour les ROH World Tag Team Championship le lendemain contre les reDRagon, match qu'ils perdent. Le 15 mai, à Global Wars 2015, ils perdent contre The Decade et The Addiction, match remporté par ces derniers. Le lendemain, ils perdent avec Kazuchika Okada contre le Bullet Club. Lors de Death Before Dishonor XIII, ils perdent contre The Briscoe Brothers. Lors de Field of Honor 2015, ils font équipe avec The Kingdom et perdent contre ACH, Matt Sydal et The Young Bucks. Lors de ROH 15th Anniversary Show, ils perdent contre The Broken Hardys (Jeff Hardy et Matt Hardy) dans un Las Vegas Street Fight Match qui comprenaient également The Young Bucks et ne remportent pas les ROH World Tag Team Championship. Lors de la troisième nuit de la tournée War of the Worlds, ils font équipe avec Hirooki Goto, mais ils perdent contre Bully Ray, Jay Briscoe et Mark Briscoe dans un No Disqualification Match et ne remportent pas les ROH World Six-Man Tag Team Championship. Le 14 mai, ils font équipe avec Chuckie T et ensemble ils battent Bullet Club (Hangman Page et The Young Bucks).

### Evolve (2015–2016)
Du 22 au 24 janvier 2016, ils entrent dans un tournoi de trois jours pour couronner les tout premiers Evolve Tag Team Champions. Lors d'Evolve 53 ils battent Team Tremendous (Bill Carr et Dan Barry), mais sont éliminés du tournoi à la suite de leur défaite contre Heroes Eventually Die (Chris Hero et Tommy End). Lors d'Evolve 55, ils perdent contre Team Tremendous dans un Second Chance Tag Team Tournament Final Four Way Elimination Match qui comprenaient également Catch Point (Drew Gulak et TJ Perkins) et The Bravado Brothers et ne deviennent pas challengers n°1 pour les Evolve Tag Team Championship.

### WrestleCircus (2017-...)
Lors de WC Dive Hard With A Vengeance, ils battent les Guerrillas of Destiny et remportent les WC Big Top Tag Team Championship. Lors de WC The Squared Ring Circus, ils conservent leur titres contre The Lucha Brothers (Penta El Zero M et Rey Fénix). Lors de WrestleCircus The Cody Rhodes Summer Circus Show, ils perdent les titres contre Adam Cole et Britt Baker.

## Palmarès
- New Japan Pro Wrestling

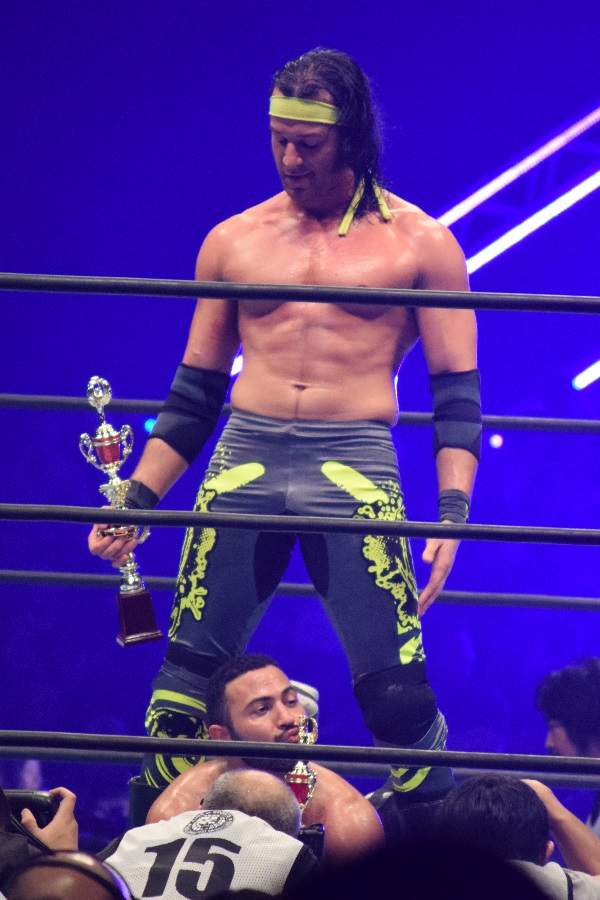
Roppongi Vice après avoir gagné le Super Jr. Tag Tournament 2016

  - 4 fois IWGP Junior Heavyweight Tag Team Championship
  - Super Jr. Tag Tournament (2016)

- WrestleCircus
  - 1 fois WC Big Top Tag Team Championship[27]